# Zacatelco
Zacatelco ist eine Stadt im mexikanischen Bundesstaat Tlaxcala. Es befindet sich im Valle de Puebla-Tlaxcala und ist Teil der Metropolregion der Millionenstadt Heroica Puebla de Zaragoza, genannt Zona Metropolitana de Puebla-Tlaxcala. Der Kazike Castañeda Agustín gründete Zacatelco offiziell am 1. Dezember 1529.